# Les trifulgues d'un xinès a la Xina
|  | No s'ha de confondre amb Les tribulacions d’un xinès a la Xina. |

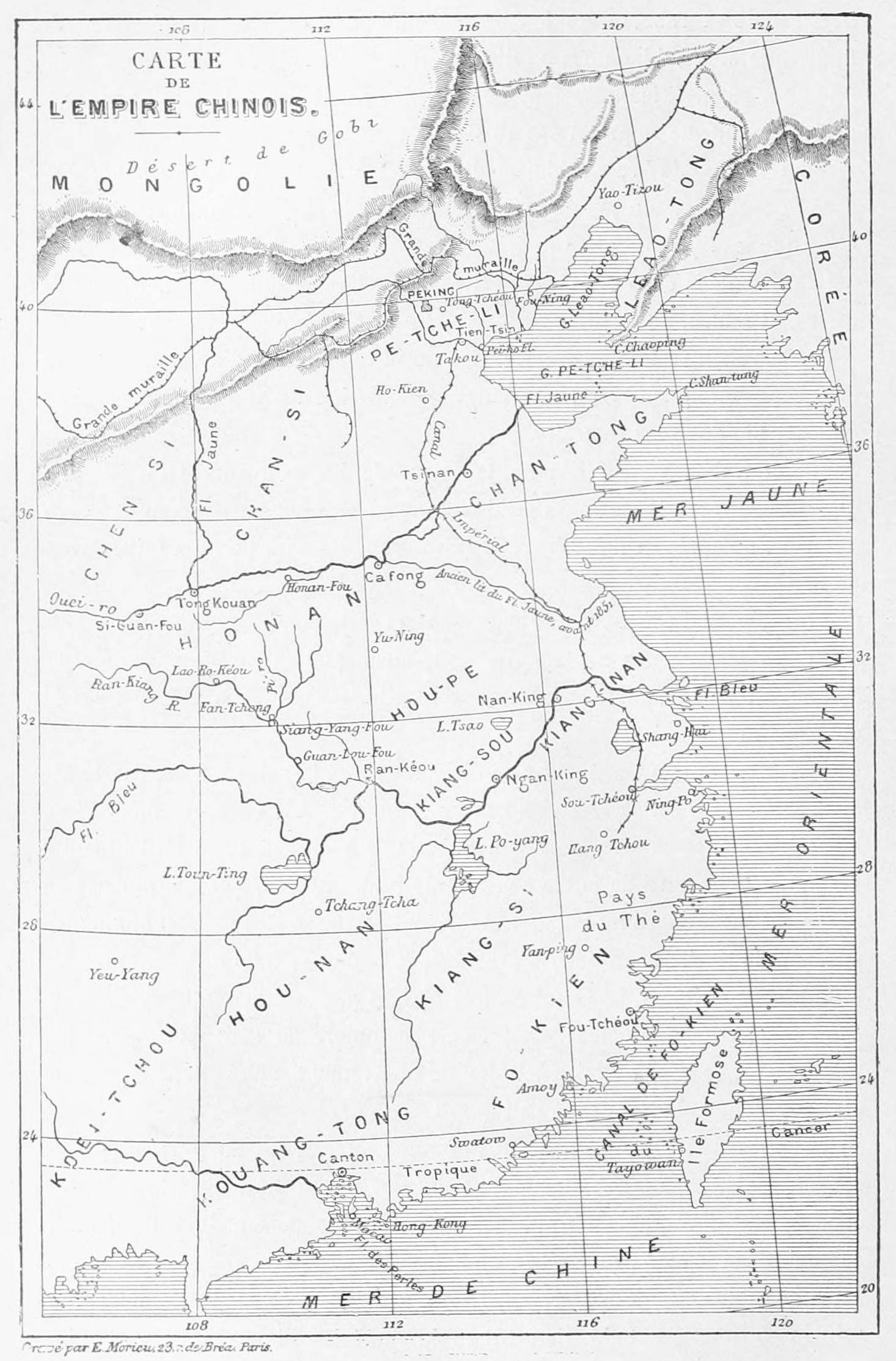
Mapa.

Les trifulgues d'un xinès a la Xina (en francès, Les Tribulations d'un chinois en Chine) és una novel·la de l'escriptor francès Jules Verne apareguda de manera seriada en Le Temps entre el juliol 2 i el 7 de agost de 1879, i publicada en forma de llibre l'11 d'agost de 1879.

## Argument
Kin-Fo viu a Xangai i és acusat pel seu bon amic Wang de no haver tingut disgustos en la seva vida com per arribar a apreciar el que és la veritable felicitat. Quan Kin-Fo rep la notícia que la seva fortuna està perduda, disposa l'obertura d'una pòlissa per assegurar la seva vida, la qual seria cobrada si ell morís, encara en cas de suïcidi. Kin-Fo planeja la seva pròpia mort, que no pot dur a terme, per tant contracta al seu amic Wang per fer-ho. L'amic desapareix i Kin-Fo comença a sentir-se més disgustat, sobretot quan li informen que la seva fortuna pot ser salvada. Llavors comença a viatjar per tota la Xina, esperant evitar ser assassinat abans que el contracte expiri.

## Capítols[3]

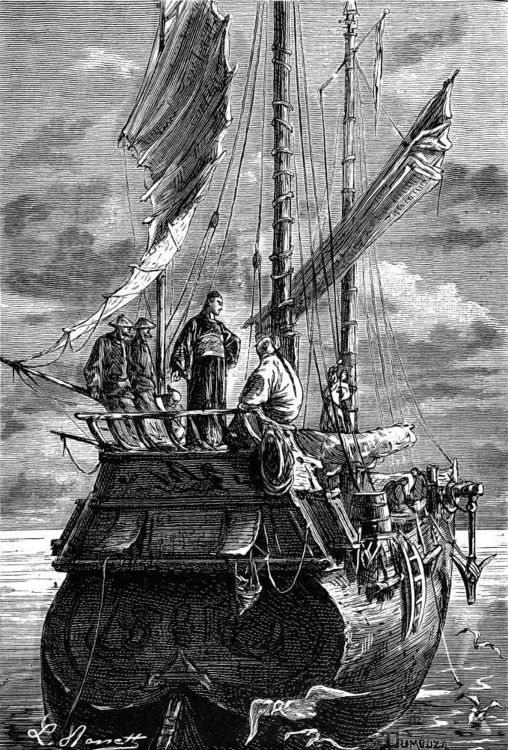
A bord de la nau Sam-Yep.

- I On van coneixent a poc a poc la fisonomia i la pàtria dels personatges.

- II En el que els personatges de Kin-Fo i el filòsof Wang es presenten d'una manera més clara.

- III On el lector, sense cansar-se, pot dirigir una ullada a la ciutat de Xangai.

- IV En el que Kin-Fo rep una important carta que arriba amb vuit dies de retard.

- V En el que Le-u rep una carta que hauria preferit no rebre.

- VI Que potser donarà al lector ganes de fer una visita a les oficines del "Centenari".

- VII Que seria molt trist si no s'ocupés d'usos i costums particulars de l'Imperi Celeste.

- VIII On Kin-Fo fa de Wang una proposta seriosa, i Wang l'accepta no menys seriosament.

- IX La conclusió del qual, per singular que sigui, potser no sorprendrà el lector.

- X En el que Craig i Fry es presenten oficialment al nou client del "Centenari".

- XI En el que Kin-Fo es converteix en l'home més famós de l'Imperi Celestial.

- XII En el que Kin-Fo amb els seus dos acòlits i el seu servent travessen aquests mons.

- XIII En el que s'escolta el famós romanç de les cinc vespres del centenari.

- XIV On el lector pot, sense cansament, recórrer quatre ciutats en una.

- XV Que sens dubte reserva una sorpresa a Kin-Fo i potser al lector.

- XVI En el que Kin-Fo, encara solter, comença a córrer de nou a correcuita.

- XVII En el que es recomenta el valor mercantil de Kin-Fo.

- XVIII En el que Craig i Fry, impulsats per la curiositat, visiten el celler Sam-Yep.

- XIX Això no acaba bé per al capità Yin, comandant del Sam-Yep, ni per a la seva tripulació.

- XX On veureu a què estan exposats els que utilitzen dispositius Boyton.

- XXI En el que Craig i Fry observen amb gran satisfacció la lluna.

- XXII Que podria haver estat escrita pel mateix lector, tal és la manera inesperada en què conclou.

## Adaptacions cinematogràfiques
- 1931: Der Mann der seinen Mörder sucht. UFA Alemanya.[4][5][6]
  - Guió: Curt Siodmak, Billy Wilder, Ernst Neubach, Ludwig Hirschfeld
  - Fotografia: Otto Baecker.
  - Dir .: Robert Siodmak.
  - Int .: Heinz Rühmann, Lien Deyers, Raimund Janitschek, Hans Leibelt, Hermann Speelmans, Friedrich Hollaender (Friedrich Holländer), Gerhard Bienert, Franz Fiedler, Eberhard Mack, Erik Schuetz, Roland Varno, Wolfgang von Waltershausen.
  - Música: Franz Waxman, Frederick Hollaender (Friedrich Holländer).

- 1965: Les tribulacions d'un xinès a la Xina (Les Tribulations d'un chinois en Chine). Les Films Ariane. Coproducció entre França i Itàlia.[4][7][8]
  - Guió: Daniel Boulanger.
  - Fotografia: Edmond Séchan.
  - Dir.: Philippe de Broca.
  - Int.: Jean Paul Belmondo, Ursula Andress, Maria Pacôme, Valérie Lagrange, Valériy Inkízhinov (Валерий Инкижинов), Joe Saïd, Mario David, Paul Préboist, Jess Hahn, Jean Rochefort, Darry Cowl.
  - Música: Georges Delerue.